# No Limit Top Dogg
No Limit Top Dogg är den amerikanske hiphop-artisten Snoop Doggs fjärde soloalbum. Det är hans andra album som släpps av skivbolaget No Limit Records. 

## Låtar
| Nr | Titel                      | Gästartister                                                     | Längd |
| -- | -------------------------- | ---------------------------------------------------------------- | ----- |
| 1  | "Dolomite (Intro)"         |                                                                  | 0:27  |
| 2  | "Buck 'Em"                 | Sticky Fingaz                                                    | 2:44  |
| 3  | "Trust Me"                 | Suga Free & Sylk E. Fine                                         | 4:08  |
| 4  | "My Heat Goes Boom"        |                                                                  | 3:40  |
| 5  | "Dolomite                  |                                                                  | 0:52  |
| 6  | "Snoopafella"              |                                                                  | 5:22  |
| 7  | "In Love With a Thug"      |                                                                  | 3:43  |
| 8  | "G Bedtime Stories"        |                                                                  | 2:14  |
| 9  | "Down 4 My Niggaz"         | C-Murder & Magic                                                 | 3:46  |
| 10 | "Betta Days"               |                                                                  | 3:56  |
| 11 | "Somethin Bout Yo Bidness" | Raphael Saadiq                                                   | 4:11  |
| 12 | "Bitch Please"             | Xzibit & Nate Dogg                                               | 3:54  |
| 13 | "Doin' Too Much"           |                                                                  | 4:06  |
| 14 | "Gangsta Ride"             | Silkk The Shocker                                                | 3:44  |
| 15 | "Ghetto Symphony"          | C-Murder, Mystikal, Silkk the Shocker, Mia X, Fiend & Goldie Loc | 5:39  |
| 16 | "Party With a D.P.G."      |                                                                  | 4:54  |
| 17 | "Buss'n Rocks"             |                                                                  | 4:23  |
| 18 | -                          | Dr. Dre & Jewell                                                 | 4:02  |
| 19 | "Don't Tell"               | Warren G, Mausberg & Nate Dogg                                   | 4:47  |
| 20 | "20 Minutes"               |                                                                  | 3:59  |
| 21 | "I Love My Momma "         |                                                                  | 3:06  |